# Derailed (2005)
Derailed is een film uit 2005 geregisseerd door Mikael Håfström. De film is gebaseerd op het boek Ontspoord van James Siegel, in het Engels eveneens Derailed getiteld.

## Verhaal
Charles Schine is een getrouwde vader die reclamespots maakt. Zijn dochter heeft diabetes en hij en zijn vrouw sparen al hun geld op om haar te kunnen verzorgen. In de trein voelt hij zich aangetrokken tot Lucinda, die ook getrouwd is. Ze besluiten een affaire te beginnen en als ze in het hotel aankomen om vreemd te gaan, worden ze overvallen door een crimineel. Hij steelt al hun geld en verkracht Lucinda.
Maar ze zijn nog niet van hem af. Wanneer hij $ 100.000 van Charles eist, komt Charles in de problemen. De crimineel is hem altijd te slim af. En is Lucinda wel zo onschuldig als dat ze lijkt?

## Rolverdeling
| Acteur           | Personage      |
| ---------------- | -------------- |
| Clive Owen       | Charles Schine |
| Vincent Cassel   | LaRoche        |
| Jennifer Aniston | Lucinda Harris |
| Melissa George   | Deanna Schine  |
| Addison Timlin   | Amy Schine     |
| RZA              | Winston Boyko  |
| Xzibit           | Dexter         |
| Tom Conti        | Eliot Firth    |
| Denis O'Hare     | Jerry          |